# محاكمة القيادة العليا
محاكمة القيادة العليا (الاسم الرسمي: الولايات المتحدة الأمريكية ضد فيلهلم فون ليب وآخرين.) عُرفت بدايةً باسم القضية رقم 12 (محاكمة الجنرالات الثلاثة عشر)، وسُميت لاحقًا القضية رقم 72 (محاكمة القيادة العليا الألمانية: محاكمة فيلهلم فون ليب وثلاثة عشر آخرين)، كانت آخر محاكمة بين اثنتي عشرة محاكمة في جرائم الحرب، أقامتها سلطات الولايات المتحدة أثناء احتلالها لمنطقة من ألمانيا في نوريمبرغ عقب نهاية الحرب العالمية الثانية. عُقدت جميع هذه المحاكمات الاثنتي عشرة أمام المحاكم العسكرية للولايات المتحدة عوضًا عن المحكمة العسكرية الدولية، إلا أنها جرت في قاعات القصر العدلي نفسها. تعرف محاكمات الولايات المتحدة الاثنتا عشرة مجتمعةً باسم محاكمات نوريمبرغ اللاحقة، والاسم الأكثر رسمية «محاكمات مجرمي الحرب أمام محكمة نوريمبرغ العسكرية».

## الخلفية
كان المتهمون في هذه المحاكمة جنرالات رفيعي المستوى في الفرماخت «قوات ألمانيا النازية»، (ومن بينهم مُشيران وأدميرال سابق)، كان بعضهم أعضاء في القيادة العليا لقوات جيش ألمانيا النازية. وجهت لهم تهم المشاركة أو التخطيط أو تسهيل تنفيذ العديد من جرائم الحرب والأعمال الوحشية المرتكبة في الدول التي احتلتها القوات الألمانية خلال الحرب.
القضاة الذين نظروا في هذه القضية أمام المحكمة العسكرية لشؤون المحاربين القدماء هم الأمريكيون: جون سي.يونغ (رئيس المحكمة)، وينفيلد بي.هيل، جستين دبليو هاردينغ. محامي الادعاء الرئيسي تيلفورد تايلر. رُفعت لائحة الاتهام في 28 نوفمبر 1947 واستمرت المحاكمة من 30 ديسمبر في ذلك العام حتى 28 أكتوبر 1948. برّأت المحكمة اثنين من المتهمين الأربعة عشر تبرئة تامة. انتحر يوهانس بلاسكويتز أثناء المحاكمة. تلقى بقية المتهمين أحكامًا تتراوح بين السجن لثلاث سنوات بما فيها فترة المحاكمة والسجن المؤبد. 

## الاتهام
وجهت للمتهمين أربع تهم بارتكاب جرائم حرب وجرائم ضد الإنسانية:
1.  جرائم بحق السلام عبر شن حرب عدوانية ضد دول أخرى وانتهاك المعاهدات الدولية.
2.  جرائم الحرب بسبب مسؤوليتهم عن القتل وسوء المعاملة وجرائم أخرى بحق أسرى الحرب ومقاتلي العدو.
3.  جرائم ضد الإنسانية عبر المشاركة أو إعطاء الأوامر بالقتل والتعذيب والترحيل واحتجاز الرهائن وغيرها من الجرائم بحق المدنيين في البلدان التي احتلها الجيش.
4.   المشاركة في إعداد وتنظيم خطة مشتركة وتنفيذها والتآمر على ارتكاب الجرائم سابقة الذكر.
وجهت الاتهامات السابقة جميعها لكل الأسماء المتورطة، نفى جميعهم التهم. وسرعان ما أسقطت المحكمة التهمة الرابعة -تهمة التآمر- باعتبارها مشمولة ضمن التهم الأخرى. برّأت المحكمة جميع المتهمين من التهمة الأولى، لأنهم لم يكونوا صناع السياسة ولأن التحضير للحرب والمشاركة فيها لم يكن يعد انتهاكًا للقانون الدولي آنذاك.

## المتهمون والأحكام
وجهت التهم الأربع لجميع المتهمين، فكانوا إما متهمين مدانين (م) أو متهمين غير مدانين (غ)، يوضح الجدول أدناه أسماء المدعى عليهم، التهم الموجهة، الحكم. شملت جميع الأحكام الوقت الذي قضاه المتهمون في الحجز اعتبارًا من 7 أبريل 1945. 
| الاسم              | التهم | التهم | التهم | التهم | العقوبة                       | ملاحظات |
| الاسم              | 1     | 2     | 3     | 4     | العقوبة                       | ملاحظات |
| يوهانس بلاسكوويتز  | غ     | غ     | غ     | غ     | —                             | جنرال أوبرست سابق. انتحر خلال المحاكمة في 5 فبراير 1948. |
| كارل أدولف هوليدت  | غ     | م     | م     | غ     | 5 سنوات                       | جنرال أوبرست سابق، أُفرج عنه في ديسمبر 1949 بسبب حسن سلوكه في السجن. وتوفي في 1985. |
| هيرمان هوث         | غ     | م     | م     | غ     | 15 سنة                        | قاد الجيش الثالث بانزر خلال عملية بارباروسا في عام 1941، وقائد الجيش الرابع بانزر خلال هجوم الفيرماخت الصيفي "العملية الزرقاء" عام 1942. أصدر في نوفمبر 1941 توجيهًا إلى القادة التابعين له "بإبادة كل علامة على المقاومة الفاعلة أو المنفعلة من جانب المحرضين اليهود-البلاشفة" "فورًا وبلا هوادة" وذلك لدعم أمر المفوضين، أُعيد النظر في الحكم عام 1951 ولم يُجر أي تغيير. حصل على الإفراج المشروط في عام 1954، وفي العام 1957 أخفض الحكم إلى المدة التي قضاها في السجن. توفي عام 1971. |
| فيلهلم فون ليب     | غ     | غ     | م     | غ     | المدة التي قضاها في الاحتجاز. | مشير وقائد مجموعة الجيوش الشمالية في الاتحاد السوفييتي (يونيو 1941- يناير 1942). أدين بنقل أمر إعطاء الصلاحية في بارباروسا وأطلق سراحه بعد المحاكمة، توفي في 1956. |
| رودولف ليمان       | غ     | م     | م     | غ     | 7 سنوات.                      | القاضي العسكري العام في القيادة العليا للفيرماخت وهو المسؤول عن أمر إعطاء الصلاحية في بارباروسا والذي سمح بقتل المدنيين بذريعة مكافحة النشاط الحزبي وصاغ مرسوم ليلة وضباب في ديسمبر 1941 الذي حرم المتهمين من إمكانية الوصول إلى الإجراءات القانونية. طبقت قوات الفيرماخت الأمر في فرنسا وهولندا وأوكرانيا ودول أخرى محتلة. شارك في صياغة أمر الكوماندوس ومرسوم الرعب والتخريب. حصل على الإفراج المشروط عام 1952. توفي في 1955.                                                      |
| جورج فون كوشلر     | غ     | م     | م     | غ     | 15 سنة                        | مشير وقائد الجيش 18على الجبهة الشرقية، قاد لاحقًا مجموعة الجيوش الشمالية. أعيد النظر في الحكم عام 1951 دون أي تغيير. أطلق سراحه في عام 1952 تعاطفًا. توفي عام 1968. |
| جورج هانز راينهارت | غ     | م     | م     | غ     | 15 سنة                        | جنرال أوبرست سابق، أعيد النظر في الحكم في يناير 1951، دون أي تغيير. أطلق سراحه في عام 1952 تعاطفًا. توفي عام 1963. |
| كارل فون روكيس     | غ     | م     | م     | غ     | 20 سنة                        | جنرال مشاة سابق، توفي في 24 ديسمبر 1949. |
| هيرمان راينكه      | غ     | م     | م     | غ     | السجن المؤبد                  | رئيس المكتب العام للقوات المسلحة في القيادة العليا للفيرماخت، مسؤول عن تخطيط وتنفيذ السياسة تجاه أسرى الحرب والتي نتج عنها موت ما يقارب 3.3 مليون أسير سوفييتي. أطلق سراحه في 1954. توفي في عام 1973. |
| هانز فون سالموث    | غ     | م     | م     | غ     | 20 سنة                        | جنرال أوبريست سابق أعيد النظر في حكمه عام 1951، وخفض إلى 12 عامًا أعيد تاريخها إلى 1945 وأطلق سراحه في 1953. توفي في عام 1962. |
| أوتو شنفيند        | غ     | غ     | غ     | غ     | بُرئ                           | جنرال أدميرال سابق توفي عام 1964. |
| هوغو سبيرل         | غ     | غ     | غ     | غ     | بُرئ                           | جنرال مشير سابق. توفي في عام 1953. |
| والتر وارليمونت    | غ     | م     | م     | غ     | السجن المؤبد                  | رئيس إدارة الدفاع الوطني في أركان عمليات الفيرماخت والمسؤول عن إعطاء الأمر في قضية بارباروسا والذي سمح بقتل المدنيين بذريعة مكافحة النشاط الحزبي. خفف الحكم إلى 18 عامًا في عام 1951، أفرج عنه عام 1954. توفي عام 1976. |
| أوتو فولر          | غ     | م     | م     | غ     | 8 سنوات                       | أدين بتنفيذ أمر الصلاحية في بارباروسا وترحيل المدنيين والتعاون مع قوات أينزاتسغروبن، أفرج عنه عام 1951 وتوفي عام 1987. |

## الفترة التالية
بعد ظهور جمهورية ألمانيا الاتحادية، مارس البرلمان الألماني والمستشارة الألمانية كونارد أديناور ضغوطًا لصالح المتهمين. مع تصاعد قوة ألمانيا والحاجة الملحة لإعادة تسليح ألمانيا. تحت هذه الضغوط الشديدة، أنشأ المفوض السامي للولايات المتحدة جون ماكلوي عام 1950 لجنة مراجعة برئاسة القاضي ديفيد بيك من نيويورك، وبناء على توصياته، خفضت عقوبة ثلاثة من المتهمين الستة في القيادة العليا الذين كانوا في السجن. بعد إجراءات إضافية من قبل لجان أخرى من الحلفاء والألمان، عاد آخر المتهمين في القيادة العليا إلى بيته في عام 1953.  